# Marilisa Mitsou
Marilisa Mitsou, eigentlich: Marie-Elisabeth Mitsou (griechisch Μαριλίζα, eigentlich: Μαρία-Ελισάβετ Μητσού; * 23. April 1953 in Athen) ist eine griechische Neogräzistin.
Die in Alexandria aufgewachsene Marilisa Mitsou studierte von 1970 bis 1974 Philologie und Philosophie an der Universität Athen. Von 1975 bis 1980 war sie wissenschaftliche Mitarbeiterin am Institut für Philosophische Forschungen. Mitsou arbeitete von 1977 bis 1998 als wissenschaftliche Mitarbeiterin an der Kulturstiftung der Nationalbank Griechenlands (Μορφωτικό ΄Ιδρυμα Εθνικής Τραπέζης). Von 1986 bis 1995 war sie wissenschaftliche Assistentin bei Giorgos Savvidis. Sie gab in der Zeit neugriechische Literaturtexte des 18., 19. und 20. Jahrhunderts heraus und redigierte literaturwissenschaftliche Werke. Im Jahr 1997 wurde sie bei Panagiotis Moullas an der Universität Thessaloniki promoviert. 
In den Jahren 1997 bis 1999 hatte Mitsou eine Lehrstuhlvertretung für Neogräzistik an der Ludwig-Maximilians-Universität München inne, seit 1999 lehrt sie dort als Professorin. Seit 2012 ist sie zugleich directrice d’études an der École des Hautes Études en Sciences Sociales in Paris. Mitsou ist Mitherausgeberin der Zeitschrift Molybdokondylopelekitis (1993–2001) und der Zeitschrift Kondyloforos (seit 2002).

## Schriften (Auswahl)
- Ο Στράτης Καλοπίχειρος του Στέφανου Α. Κουμανούδη. Ένα ποιητικό τεκμήριο αυτολογοκρισίας. Dissertation Thessaloniki 1997, Online-Fassung. – („Der Stratis Kalopichiros des Stefanos A. Koumanoudis. Ein poetisches Zeugnis der Selbstzensur“)